# Competición de acrobacia aérea
Una competición de acrobacia aérea es un deporte aéreo en el que los jueces califican la habilidad de los pilotos al realizar vuelos acrobáticos. Se practica con aviones acrobáticos de un solo motor de pistón y planeadores.
Una competición de acrobacia aérea está autorizada por la federación aeronáutica nacional en el caso de competiciones nacionales, y en el caso de las competiciones internacionales, por la Federación Aeronáutica Internacional (FAI). El órgano organizador establece las normas que se aplican a la competición, incluidos los requisitos para todos los participantes, procedimientos de operación y criterios de evaluación.

## Categorías
Los pilotos se clasifican en diferentes categorías, que definen el nivel de dificultad de las secuencias de vuelo acrobático. Dentro de cada categoría, un piloto vuela uno o más programas de vuelo. Cada vuelo recibe una puntuación de los jueces, y la suma de las puntuaciones en todos los programas determinan el ganador de esa categoría.
En España hay las siguientes categorías:
- Elemental
- Deportivo
- Intermedio
- Avanzado
- Ilimitado

## Programas de vuelo
Dentro de cada categoría, cada piloto vuela uno o más programas de vuelo. Estos son:
- Conocido (Known): determinado cada año por la FAI o el aero club nacional. Es volado por todos los competidores en todos los concursos durante todo el año. Es conocido comúnmente como el programa Q (de clasificación, Qualifycation).
- Libre (Free): En este programa, cada piloto tiene la oportunidad de demostrar sus habilidades personales de vuelo, el talento creativo y las características/rendimiento de la aeronave mediante el diseño de su propia secuencia.
- Desconocido (Unknown): Este programa se da a conocer a los participantes solo 12 horas antes de la competición. En las competiciones locales a menudo el órgano de gobierno o el juez principal eligen la secuencia desconocida. Los pilotos no deben practicar la secuencia desconocida antes de volar. (Para las categorías intermedias y superiores.)
- 4 minutos free: Solo los pilotos acrobáticos de la categoría ilimitado pueden ser invitados a volar este programa final.

## Caja acrobática

La caja de acrobacia aérea es un volumen de espacio aéreo en el cual el avión acrobático debe permanecer mientras realiza una secuencia. Su longitud y anchura son cada una de 1,000 metros. Su altura varía en función de la FAI, el Aero Club nacional o de las normas locales aplicables en la competición. Señales de fondo blanco en cada esquina de la caja son visibles para el piloto desde el aire. Para la mayoría de categorías, sanciones son aplicadas para el vuelo acrobático fuera de la caja.
La caja tiene dos ejes: 
- El eje X (llamado A-Axis por parte de algunos aeroclubes), atraviesa la línea de visión de los jueces. Es a lo largo de este eje que la mayoría de las figuras suelen ser ejecutadas. En algunas competiciones una línea central está marcada por el centro del eje X.

- El eje Y (llamado B-Axis por parte de algunos aeroclubes) es perpendicular al eje X, acercándose y alejándose de los jueces. Este eje se utiliza para la corrección de la posición transversal de la caja. La dirección del viento siempre se declara oficialmente a lo largo del eje X. Esto, sin embargo, no siempre refleja la realidad, y por lo general durante el curso de una secuencia el participante resbalará hacia o desde la línea de jueces. El participante podrá ampliar o reducir las maniobras acrobáticas a lo largo del eje Y para obtener el posicionamiento deseado.

- El suelo de la caja es tan alta como 460 metros sobre el nivel del suelo (Above Ground Level) para los competidores de nivel primario. Para los competidores de la categoría de ilimitado el suelo se reduce a 100 metros sobre el nivel del suelo.
- El techo de la caja es tan alto como 1.000 metros por encima de su suelo. Antes de que una categoría se inicie, un competidor marcará la caja volando a lo largo de sus límites (laterales, techo y suelo). Esto permite a los jueces visualizar la caja en el cielo y los prepara para poder juzgar un avión si vuela por debajo del suelo de la caja.

## Jueces

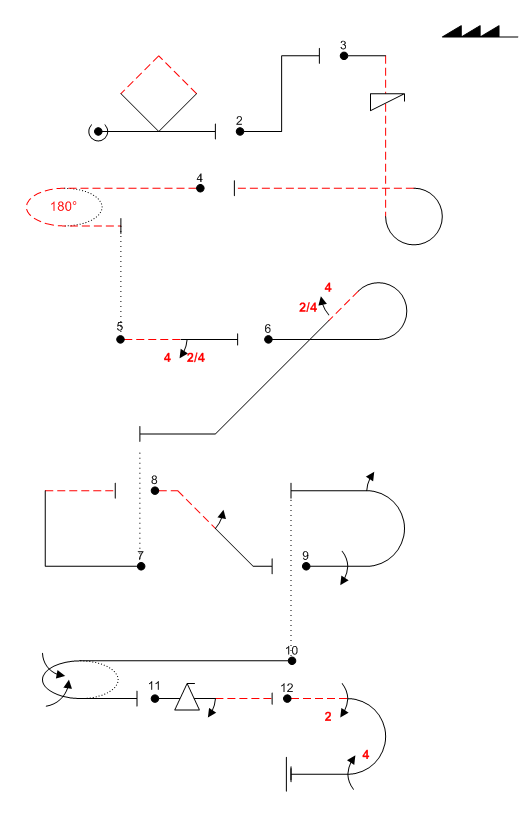
Una secuencia acrobática en notación Aresti

Cada categoría dentro de una competición, pueden tener entre 3 y 9 "jueces de calificación" (grading judges), cada uno de los cuales está acreditado por el órgano sancionador de la competición. Se colocan entre la parte trasera de la frontal del área, en el centro del eje X y frente a ese eje. Cada juez de clasificación cuenta con la ayuda de un juez asistente, que lee la notación Aresti y verbaliza al juez de clasificación cada figura que se vuele, y de un grabador (también llamado un escritor o escribano), que registra las puntuaciones, comentarios y la información auxiliar en la hoja de puntuaciones del competidor. En algunos programas de vuelo, una persona sola puede servir al mismo tiempo como juez asistente y de grabador.
Un juez de clasificación evalúa la calidad de cada figura volada de acuerdo a criterios bien definidos y se le asigna una calificación numérica entre 0 y 10. En virtud de la FAI y las reglas de algunos aeroclubes nacionales, el juez también puede asignar una calificación de "hard zero", indicando que fue volada una figura errónea. Al término de cada vuelo, el juez de calificación asigna una puntuación de presentación basada en la colocación de las figuras voladas dentro de la caja acrobática. Un juez de clasificación también determina si el competidor ha volado por debajo del suelo de la caja o por encima de su techo. Cada juez de clasificación, además, determina si un competidor vuela con seguridad y puede descalificarlo si no lo hace.
Un juez jefe (chief judge) supervisa la operación de la línea de jueces. Él o ella es a menudo responsable de: la secuenciación de los competidores en la caja de acrobacia aérea, identificar y resolver los juicios y asuntos de seguridad, la revisión de las hojas de puntuación de los competidores, la evaluación de las sanciones/faltas, el control de la caja acrobática para evitar conflictos de tránsito, la realización de sesiones informativas para los pilotos acrobáticos y la certificación de las puntuaciones. El juez principal es por lo general con la asistencia de dos o más personas. En algunas competiciones, un juez en jefe al mismo tiempo puede servir como un juez de clasificación.
Jueces de esquina (Corner judges), también llamados boundary judges or line judges, se colocan en el borde de las buffer zone, de 50 metros (164,041995 pies) a lo largo de cada eje más allá de las esquinas de la caja acrobática. Ellos monitorizan y graban todas las excursiones más allá de las buffer zone, entonces el competidor es penalizado por cada una de estas excursiones. Cada juez de esquina observa 2 de las 4 líneas que definen la caja. En la mayoría de las competiciones, dos jueces de esquina se utilizan, ubicados en esquinas opuestas. En las competiciones FAI, 4 jueces de esquina son usados, uno en cada esquina. Dos jueces observan cada línea; entre ellos deben estar de acuerdo con que un competidor ha cruzado uno de los límites para que el competidor obtenga una falta.

## Sistema de puntuación (Judging process)
A continuación se presenta una síntesis de los principales "defectos/faltas" que un juez debe buscar y el número de puntos a deducir al mismo tiempo que se aplican las normas estándar de CIVA en la crítica a los programas de secuencia en todos los niveles. 

### At the entry a and exit from EVERY figure element
| Horizontal start & finish Lines           | Deducción             |
| ----------------------------------------- | --------------------- |
| Off axis left or right n-grados           | 1 punto/5 grados      |
| Climbing or diving n-grados               | 1 punto/5 grados      |
| One wing low n-grados                     | 1 punto/5 grados      |
| No distinct line drawn                    | 1 puntoeach           |
| Flying in wrong direction on the "A" axis | Mark = Hard Zero (HZ) |

### Familia 1 - Líneas y ángulos
| Horizontal 45's & Verticals                          | Deducción        |
| ---------------------------------------------------- | ---------------- |
| Climbing or diving n-grados (before or after roll)   | 1 punto/5 grados |
| Steep or shallow n-grados (before or after roll)     | 1 punto/5 grados |
| Positive or negative n-grados (before or after roll) | 1 punto/5 grados |
| No line drawn before or after roll                   | 1 puntoeach      |
| Longer or shorter line before or after roll          | 1 a 3 puntos     |

### Familia 2 - turns and rolling turns
| Turns                                              | Deducción         |
| -------------------------------------------------- | ----------------- |
| Rolling entry or exit (i.e. a "co-ordinated" turn) | 1 a 2 puntos      |
| Bank angle too shallow (less than 60 grados)       | 1 punto/5 grados  |
| Bank angle varied                                  | 1 punto/variation |

| Rolling Turns                                    | Deducción         |
| ------------------------------------------------ | ----------------- |
| Roll rate varied                                 | 1 punto/variation |
| Roll stopped or turn and then restarted          | 2 puntos          |
| Not an even integration of rolls at end          | 1 punto/5 grados  |
| Not enough / too many rolls or a flick-roll seen | Mark = hard zero  |

| Both Types                 | Deducción         |
| -------------------------- | ----------------- |
| Turn rate or radius varied | 1 punto/variation |
| Climbing or diving in turn | 1 punto/5 grados  |

| Exit                       | Deducción        |
| -------------------------- | ---------------- |
| Was n-grados early or late | 1 punto/5 grados |

### Familia 3 - Combinaciones de líneas
| All Figures                        | Deducción    |
| ---------------------------------- | ------------ |
| Smaller or larger 2'nd etc. corner | 1 a 3 puntos |
| Longer or shorter 2'nd etc. line   | 1 a 3 puntos |

### Familia 5 -Caídas de ala
| Up/down Lines                                                   | Deducción        |
| --------------------------------------------------------------- | ---------------- |
| Up/down-line pos/neg/left/right n-grados (before or after roll) | 1 punto/5 grados |
| Short, long or no line drawn up/down (before or after roll)     | 1 a 3 puntos     |

| The Turn                                    | Deducción           |
| ------------------------------------------- | ------------------- |
| Turn-around too wide (pivot beyond wingtip) | 1 punto/wing length |
| Rolled or pitched n-grados in turn-around   | 1 punto/5 grados    |
| Exit pull or push radius smaller or larger  | 1 a 3 puntos        |

### Familia 6 -Resbales de cola
| Up/Down Lines                                                   | Deducción                                |
| --------------------------------------------------------------- | ---------------------------------------- |
| Up/down-line pos/neg/left/right n-grados (before or after roll) | 1 punto/5 grados (was 2 per 5 - beware!) |
| Short, long or no line drawn up/down (before or after roll)     | 1-3 puntos                               |

| The Slide                                 | Deducción                   |
| ----------------------------------------- | --------------------------- |
| No slide seen                             | Mark = Perception Zero (PZ) |
| Yawed or rolled n-grados in slide         | 1 punto/5 grados            |
| Exit pull/push radius smaller or larger   | 1 a 3 puntos                |
| Pitched the wrong way (wheels up or down) | Mark = Hard Zero (HZ)       |

### Familia 7 -LoopsyOchos
| Half & Full Loops                                         | Deducción        |
| --------------------------------------------------------- | ---------------- |
| Large or small radius at top or in 1'st/2'nd etc. quarter | 1 a 3 puntos     |
| Line drawn between roll and looping segment               | 2 puntos         |
| Roll not central in looping segment                       | 1 a 3 puntos     |
| Off axis during looping segment                           | 1 punto/5 grados |
| Higher or lower exit                                      | 1 a 3 puntos     |

| Eights                                 | Deducción    |
| -------------------------------------- | ------------ |
| Smaller or larger 2'nd half            | 1 a 3 puntos |
| Lower or higher 2'nd half (horizontal) | 1 a 3 puntos |

| With Corners                                                    | Deducción        |
| --------------------------------------------------------------- | ---------------- |
| Longer or shorter 2'nd etc. line length                         | 1 a 3 puntos     |
| Larger or smaller 2'nd etc. corner                              | 1 a 3 puntos     |
| Up/down-line pos/neg/left/right n-grados {before or after roll} | 1 punto/5 grados |
| 1'st/2'nd etc. 45 steep or shallow {before or after roll}       | 1 punto/5 grados |
| Horizontal segment off axis left/right/up/down                  | 1 punto/5 grados |

### Familia 8 - Combinaciones de líneas, ángulos y loops,Humpty bumps,cubanosy variaciones
| Humpty Bumps                                                    | Deducción        |
| --------------------------------------------------------------- | ---------------- |
| Up/down-line pos/neg/left/right n-grados (before or after roll) | 1 punto/5 grados |
| Rolled or yawed in half-loop                                    | 1 punto/5 grados |
| Larger or smaller 2'nd quarter loop in half-loop                | 1 a 3 puntos     |
| Push instead of pull, or pull instead of push                   | Mark = hard zero |

### Familia 9 -Toneleslentos, 2-puntos, 4-puntos, 8-puntos, rápidos yBarrenas
| Slow Rolls                                                 | Deducción             |
| ---------------------------------------------------------- | --------------------- |
| Rolled n-grados short or too far                           | 1 punto/5 grados      |
| Roll barrelled (pitched and/or yawed whilst rolling)       | 1 punto/5 grados      |
| Roll rate varied                                           | 1 punto/variation     |
| Axis changed left/right/up/down n-grados during/after roll | 1 punto/5grados       |
| Hesitation at random punto                                 | 2 puntos              |
| Wrong type of roll substituted                             | Mark = Hard Zero (HZ) |

| Hesitation Rolls                                      | Deducción             |
| ----------------------------------------------------- | --------------------- |
| Climbed or sank in knife                              | 1 a 2 puntos          |
| Slower or faster 2'nd etc. half/quarter/eighth        | 1 a 3 puntos          |
| Under/over rotated 1'st/2'nd etc. half/quarter/eighth | 1 punto/5 grados      |
| Hesitation missed (wrong type of roll substituted)    | Mark = Hard Zero (HZ) |

| Flick Rolls                                         | Deducción                   |
| --------------------------------------------------- | --------------------------- |
| Part flicked and part aileron'd roll                | 2 a 5 puntos                |
| Not flicked (no stall seen)                         | Mark = Perception Zero (PZ) |
| Positive instead of negative, or neg instead of pos | Mark = Hard Zero (HZ)       |

| Combinations Of Rolls                                | Deducción             |
| ---------------------------------------------------- | --------------------- |
| Any line between two rolls                           | At least 2 puntos     |
| Significant(?) line between rolls                    | Mark = Hard Zero (HZ) |
| Same direction when opposite required (or viceversa) | Mark = Hard Zero (HZ) |
| Wrong number of rolls where linked                   | Mark = Hard Zero (HZ) |

| Rolls immediately prior a or just after looping            | Deducción                             |
| ---------------------------------------------------------- | ------------------------------------- |
| Any line between stopping loop/roll and starting roll/loop | At least 2 puntos                     |
| Roll starts before loop finishes                           | 1 punto/5 grados (from required line) |
| Significant line between rolls                             | Mark = Hard Zero (HZ)                 |

| Spin Entry                                           | Deducción                   |
| ---------------------------------------------------- | --------------------------- |
| Entry not stalled, and/or "rolled" in – not spinning | Mark = Perception Zero (PZ) |
| Flicked entry (too fast)                             | Mark = Perception Zero (PZ) |

| Spin Exit                                    | Deducción             |
| -------------------------------------------- | --------------------- |
| Spin rotation short or too far n-grados      | 1 punto/5 grados      |
| Line after was positive or negative n-grados | 1 punto/5 grados      |
| No line drawn after                          | Mark = Hard Zero (HZ) |

## Órganos de gobierno
La FAI es el órgano internacional que rige para todos los deportes aéreos. Su Commission Internationale de Voltige Aerienne (CIVA) regula las competiciones acrobáticas. Mientras que la FAI supervisa competiciones internacionales, ésta delega a los aeroclubes nacionales para que regulen competiciones a nivel nacional. Los aeroclubes nacionales a menudo delegan esta responsabilidad a una organización afiliada centrada en las acrobacias aéreas.